# سه‌شنبه (فیلم)
«سه‌شنبه» (انگلیسی: Tuesday (film)) فیلمی در ژانر سرقت است که در سال ۲۰۰۸ منتشر شد. از بازیگران آن می‌توان به جان سیم، کوین مک‌نالی، و کیت ماگووان اشاره کرد.